# Lista siturilor arheologice din județul Arad - A
Lista siturilor arheologice din județul Arad - A conține toate siturile arheologice din județul Arad înscrise în Repertoriul Arheologic Național (RAN) și aflate în localități al căror nume începe cu litera A. RAN este administrat de Ministerul Culturii și Patrimoniului Național și cuprinde date științifice, cartografice, topografice, imagini și planuri, precum și orice alte informații privitoare la zonele cu potențial arheologic, studiate sau nu, încă existente sau dispărute.
Puteți căuta un sit din localitățile care încep cu litera A folosind formularul de mai jos sau puteți naviga prin toate siturile din județ la Lista siturilor arheologice din județul Arad.
| Cod RAN                                  | Denumire | Localitate                      | Adresă                                          | Datare                    | Descoperit | Coordonate                                    | Imagine           | Erori            |
| ---------------------------------------- | --- | ------------------------------- | ----------------------------------------------- | ------------------------- | ---------- | --------------------------------------------- | ----------------- | ---------------- |
| 9271.01.01 (Cod LMI: AR-I-s-B-00423)     | Așezarea din romană de la Arad - "Ceala" / ansamblu anonim (Categorie: locuire civilă) (Tip: Așezare)                                                    | municipiul Arad                 | Ceala                                           | sec. III - V              |            |                                               | Încărcați imagine | Raportați eroare |
| 9271.02.01 (Cod LMI: AR-I-m-B-00424.03)  | Situl arheologic de la Arad - "La Carieră" / ansamblu anonim (Categorie: locuire civilă) (Tip: Așezare)                                                  | municipiul Arad                 | La Carieră                                      |                           |            |                                               | Încărcați imagine | Raportați eroare |
| 9271.02.02 (Cod LMI: AR-I-m-B-00424.02)  | Situl arheologic de la Arad - "La Carieră" / ansamblu anonim (Categorie: locuire civilă) (Tip: Așezare)                                                  | municipiul Arad                 | La Carieră                                      |                           |            |                                               | Încărcați imagine | Raportați eroare |
| 9271.02.03 (Cod LMI: AR-I-m-B-00424.01)  | Situl arheologic de la Arad - "La Carieră" / ansamblu Necropolă celtică (Categorie: locuire civilă) (Tip: Necropolă)                                     | municipiul Arad                 | La Carieră                                      | sec. III - II a. Chr.     |            |                                               | Încărcați imagine | Raportați eroare |
| 9271.03.01 (Cod LMI: AR-I-s-B-00425)     | Așezarea postromană de la Arad / ansamblu anonim (Categorie: locuire civilă) (Tip: Așezare)                                                              | municipiul Arad                 |                                                 | sec. III - V              |            |                                               | Încărcați imagine | Raportați eroare |
| 9271.04.01 (Cod LMI: AR-I-s-B-00426)     | Cetatea medieval timpurie de la Arad - "La Movilă" / ansamblu anonim (Categorie: cetate) (Tip: Movilă)                                                   | municipiul Arad                 | La Movila                                       |                           |            |                                               | Încărcați imagine | Raportați eroare |
| 9271.04.02 (Cod LMI: AR-I-m-B-00426.01)  | Cetatea medieval timpurie de la Arad - "La Movilă" / ansamblu anonim (Categorie: cetate) (Tip: Cetate de pământ)                                         | municipiul Arad                 | La Movila                                       |                           |            |                                               | Încărcați imagine | Raportați eroare |
| 9752.01.01                               | Așezarea neolitică de la Almaș - "Chetroaie" / ansamblu anonim (Categorie: locuire civilă) (Tip: Așezare)                                                | sat Almaș, comuna Almaș         | Chetroaie                                       | Starčevo - Criș           |            |                                               | Încărcați imagine | Raportați eroare |
| 9271.05.01                               | Așezarea neolitică de la Arad - "Grădiște 2" / ansamblu anonim (Categorie: locuire civilă) (Tip: Așezare)                                                | municipiul Arad                 | Grădiște 2                                      | Starčevo - Criș           |            |                                               | Încărcați imagine | Raportați eroare |
| 9271.06.01                               | Situl arheologic de la Arad - "Grădiște 1" / ansamblu anonim (Categorie: locuire civilă) (Tip: Așezare)                                                  | municipiul Arad                 | str. Voievod Moga, punct Grădiște 1             | Starčevo - Criș           |            |                                               | Încărcați imagine | Raportați eroare |
| 9271.06.02                               | Situl arheologic de la Arad - "Grădiște 1" / ansamblu anonim (Categorie: locuire civilă) (Tip: Așezare)                                                  | municipiul Arad                 | str. Voievod Moga, punct Grădiște 1             | Tiszapolgár               |            |                                               | Încărcați imagine | Raportați eroare |
| 9271.06.03                               | Situl arheologic de la Arad - "Grădiște 1" / ansamblu anonim (Categorie: locuire civilă) (Tip: Așezare)                                                  | municipiul Arad                 | str. Voievod Moga, punct Grădiște 1             |                           |            |                                               | Încărcați imagine | Raportați eroare |
| 9271.07.01                               | Situl arheologic de la Aradu Nou - "Bufniți" / ansamblu anonim (Categorie: locuire civilă) (Tip: Așezare)                                                | municipiul Arad                 | Aradu Nou, punct Bufniți                        | Starčevo - Criș           |            |                                               | Încărcați imagine | Raportați eroare |
| 9271.07.02                               | Situl arheologic de la Aradu Nou - "Bufniți" / ansamblu anonim (Categorie: locuire civilă) (Tip: Așezare)                                                | municipiul Arad                 | Aradu Nou, punct Bufniți                        | Tiszapolgár               |            |                                               | Încărcați imagine | Raportați eroare |
| 9271.07.03                               | Situl arheologic de la Aradu Nou - "Bufniți" / ansamblu anonim (Categorie: locuire civilă) (Tip: Așezare)                                                | municipiul Arad                 | Aradu Nou, punct Bufniți                        |                           |            |                                               | Încărcați imagine | Raportați eroare |
| 9271.08.01                               | Așezarea de la Arad - "Grădiște 3" / ansamblu anonim (Categorie: locuire civilă) (Tip: Așezare)                                                          | municipiul Arad                 | str. Ardealului , nr 25, punct Grădiște 3       |                           |            |                                               | Încărcați imagine | Raportați eroare |
| 9271.09.01                               | Tell-ul de la Arad - "Uzina de Apă" / ansamblu anonim (Categorie: locuire civilă) (Tip: Așezare)                                                         | municipiul Arad                 | Uzina de Apă                                    | Tiszapolgár               |            |                                               | Încărcați imagine | Raportați eroare |
| 9271.09.02                               | Tell-ul de la Arad - "Uzina de Apă" / ansamblu anonim (Categorie: locuire civilă) (Tip: Așezare)                                                         | municipiul Arad                 | Uzina de Apă                                    | Herpaly - Csoszahalom     |            |                                               | Încărcați imagine | Raportați eroare |
| 9271.10.01                               | Așezarea eneolitică de la Arad - "Cartierul Gai" / ansamblu anonim (Categorie: locuire civilă) (Tip: Așezare)                                            | municipiul Arad                 | Cartierul Gai                                   | Tiszapolgár               |            |                                               | Încărcați imagine | Raportați eroare |
| 9271.11.01                               | Așezarea eneolitică de la Arad - "Tăuți" / ansamblu anonim (Categorie: locuire civilă) (Tip: Așezare)                                                    | municipiul Arad                 | Tăuți, punct Deluț                              | Tiszapolgár               |            |                                               | Încărcați imagine | Raportați eroare |
| 9271.14.01 (Cod LMI: AR-II-m-A-00475.01) | Cetatea Aradului - fortificații VAUBAN / ansamblu Cetatea Aradului - fortificații VAUBAN (Categorie: fortificație) (Tip: Cetate)                         | municipiul Arad                 |                                                 | 1763 - 1783               |            |                                               | Încărcați imagine | Raportați eroare |
| 9271.14.02 (Cod LMI: AR-II-m-A-00475.02) | Cetatea Aradului - fortificații VAUBAN / ansamblu anonim (Categorie: fortificație) (Tip: Șanț de apărare, cu val de pământ în exterior)                  | municipiul Arad                 |                                                 | 1763 - 1783               |            |                                               | Încărcați imagine | Raportați eroare |
| 9271.14.03 (Cod LMI: AR-II-m-A-00475.03) | Cetatea Aradului - fortificații VAUBAN / ansamblu Biserica franciscană (Categorie: fortificație) (Tip: Biserică)                                         | municipiul Arad                 |                                                 | 1750-1800                 |            |                                               | Încărcați imagine | Raportați eroare |
| 12527.01.01 (Cod LMI: AR-II-m-B-00587)   | Ruinele Cetății Agrișul Mare - Dealul Cioaca / ansamblu Ruinele Cetății Agrișul Mare (Categorie: locuire civilă) (Tip: Cetate)                           | sat Agrișu Mare, comuna Târnova | Dealul Cioaca                                   | sec. XV                   |            |                                               | Încărcați imagine | Raportați eroare |
| 9306.02.01                               | Așezarea de epoca bronzului de la Fântânele - Dealul Molizilor / ansamblu anonim (Categorie: locuire) (Tip: așezare)                                     | sat Aluniș, comuna Frumușeni    | Dealul Molizilor                                |                           |            |                                               | Încărcați imagine | Raportați eroare |
| 9306.03.01                               | Tumulul de epoca neprecizata de la Aluniș / ansamblu anonim (Categorie: descoperire funerară) (Tip: Tumul)                                               | sat Aluniș, comuna Frumușeni    |                                                 |                           |            |                                               | Încărcați imagine | Raportați eroare |
| 9271.13.01                               | Necropola celtică din sec.IV-III î.Hr.de la Arad - Gradina fostului C.A.P. / ansamblu anonim (Categorie: decoperire funerară) (Tip: necropola birituală) | municipiul Arad                 | Gradina fostului C.A.P.                         | Celtică sec.IV-III î.Chr. |            |                                               | Încărcați imagine | Raportați eroare |
| 9271.18.01                               | Situl arheologic de la Arad-centura ocolitoare a Aradului-km. 12+250-11+950 / ansamblu anonim (Categorie: locuire) (Tip: așezare)                        | municipiul Arad                 | centura ocolitoare a Aradului-km. 12+250-11+950 | sarmatică sec. II-III     |            | 46°07′54″N 21°18′44″E / 46.13167°N 21.31222°E | Încărcați imagine | Raportați eroare |
| 9271.18.02                               | Situl arheologic de la Arad-centura ocolitoare a Aradului-km. 12+250-11+950 / ansamblu anonim (Categorie: locuire) (Tip: Necropolă)                      | municipiul Arad                 | centura ocolitoare a Aradului-km. 12+250-11+950 | sarmatică sec. II-III     |            | 46°07′54″N 21°18′44″E / 46.13167°N 21.31222°E | Încărcați imagine | Raportați eroare |
| 9752.02.01                               | Așezarea dacică de la Almaș - Valea Cetății / ansamblu anonim (Categorie: locuire) (Tip: așezare)                                                        | sat Almaș, comuna Almaș         | Valea Cetății                                   | Sec. II-I d. Chr          |            |                                               | Încărcați imagine | Raportați eroare |